# Dżibuti na Letnich Igrzyskach Olimpijskich 2016
Dżibuti na Letnich Igrzyskach Olimpijskich 2016, które odbyły się w Rio de Janeiro, reprezentowało 7 zawodników – 6 mężczyzn i 1 kobieta.
Był to ósmy start reprezentacji Dżibuti na letnich igrzyskach olimpijskich.

## Reprezentanci

### Judo
Mężczyźni
| Zawodnik       | Konkurencja | 1/32             | 1/16             | 1/8              | Ćwierćfinały     | Półfinały        | Repesaż          | Finał/BM         | Finał/BM |
| Zawodnik       | Konkurencja | Przeciwnik Wynik | Przeciwnik Wynik | Przeciwnik Wynik | Przeciwnik Wynik | Przeciwnik Wynik | Przeciwnik Wynik | Przeciwnik Wynik | Pozycja  |
| -------------- | ----------- | ---------------- | ---------------- | ---------------- | ---------------- | ---------------- | ---------------- | ---------------- | -------- |
| Anass Houssein | - 66 kg     | BYE              | Ma P 000 – 110   | NQ               | NQ               | NQ               | NQ               | NQ               | NQ       |

### Lekkoatletyka

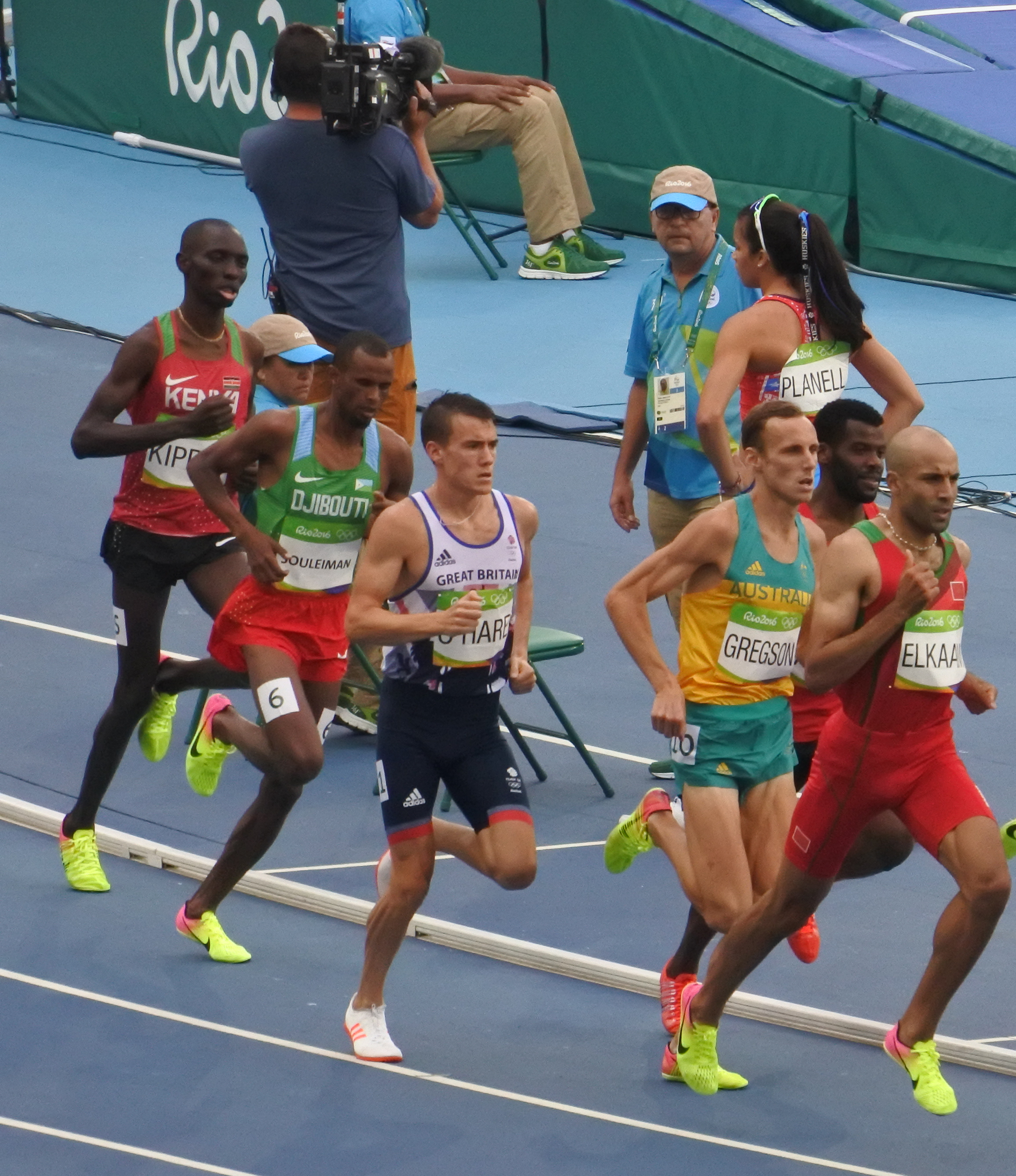
Ayanleh Souleiman podczas biegu na 1500 m

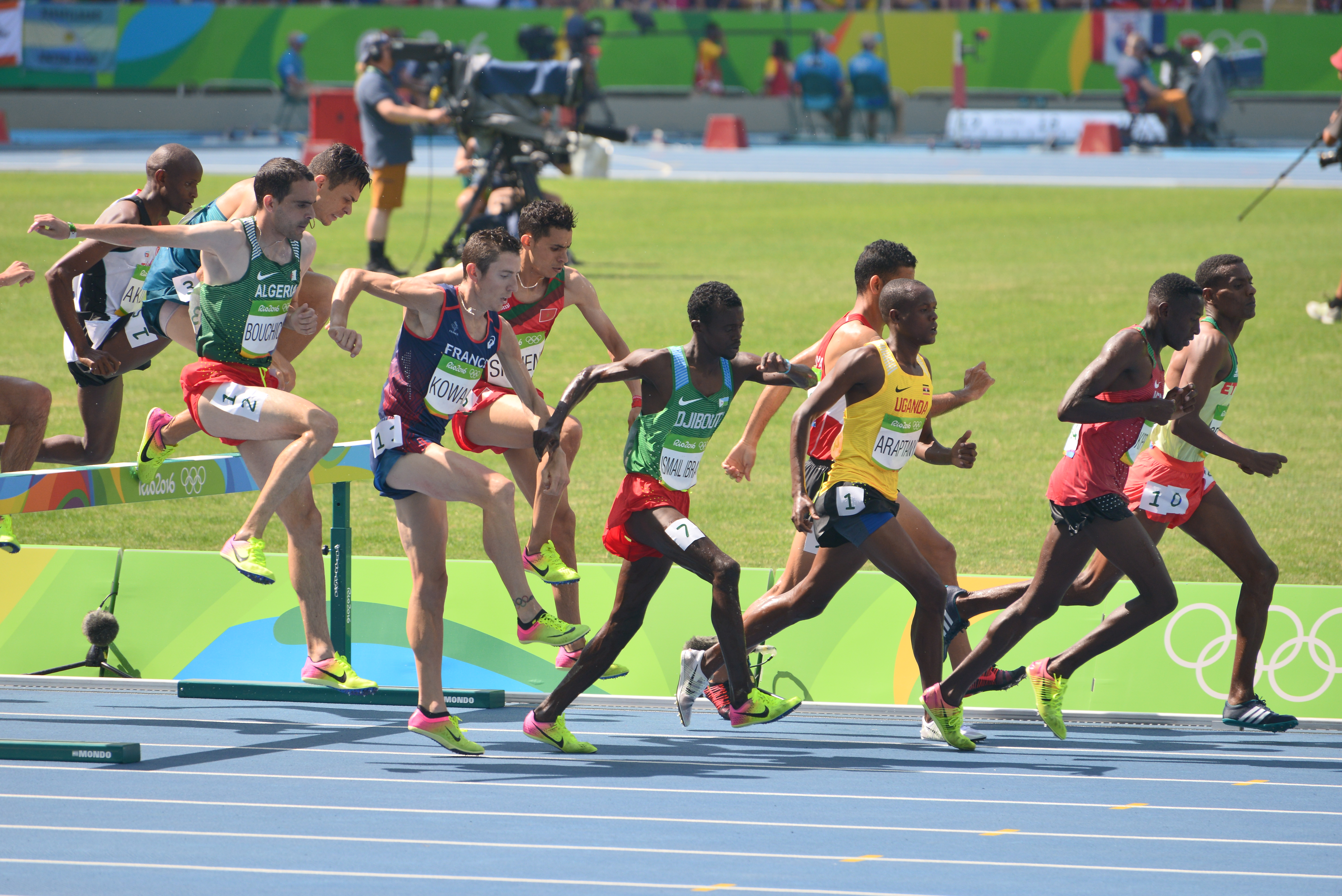
Mohamed Ismail Ibrahim podczas rywalizacji w biegu na 3000 m z przeszkodami

Mężczyźni
| Konkurencja            | Zawodnik              | Eliminacje | Eliminacje | Półfinał | Półfinał | Finał    | Finał   |
| Konkurencja            | Zawodnik              | Rezultat   | Pozycja    | Rezultat | Pozycja  | Rezultat | Pozycja |
| ---------------------- | --------------------- | ---------- | ---------- | -------- | -------- | -------- | ------- |
| Ayanleh Souleiman      | 800 m                 | 1:45,48    | 1. Q       | 1:45,19  | 4.       | NQ       | NQ      |
| Ayanleh Souleiman      | 1500 m                | 3:39,25    | 3. Q       | 3:39,46  | 2. Q     | 3:50,29  | 4.      |
| Abdi Waiss Mouhyadin   | 1500 m                | DNF        | DNF        | DNS      | DNS      | DNS      | DNS     |
| Mohamed Ismail Ibrahim | 3000 m z przeszkodami | 8:53,10    | 12.        | —        | —        | NQ       | NQ      |
| Mumin Gala             | maraton               | —          | —          | —        | —        | 2:13:04  | 12.     |

Kobiety
| Konkurencja          | Zawodniczka | Eliminacje | Eliminacje | Półfinał | Półfinał | Finał    | Finał   |
| Konkurencja          | Zawodniczka | Rezultat   | Pozycja    | Rezultat | Pozycja  | Rezultat | Pozycja |
| -------------------- | ----------- | ---------- | ---------- | -------- | -------- | -------- | ------- |
| Kadra Mohamed Dembil | 1500 m      | 4:42,67    | 12.        | NQ       | NQ       | NQ       | NQ      |

### Pływanie
Mężczyźni
| Zawodnik     | Konkurencja          | Eliminacje | Eliminacje | Półfinał | Półfinał | Finał | Finał   |
| Zawodnik     | Konkurencja          | Czas       | Miejsce    | Czas     | Miejsce  | Czas  | Miejsce |
| ------------ | -------------------- | ---------- | ---------- | -------- | -------- | ----- | ------- |
| Bourhan Abro | 50 m stylem dowolnym | 27,13      | 74.        | NQ       | NQ       | NQ    | NQ      |